# 名鉄イン

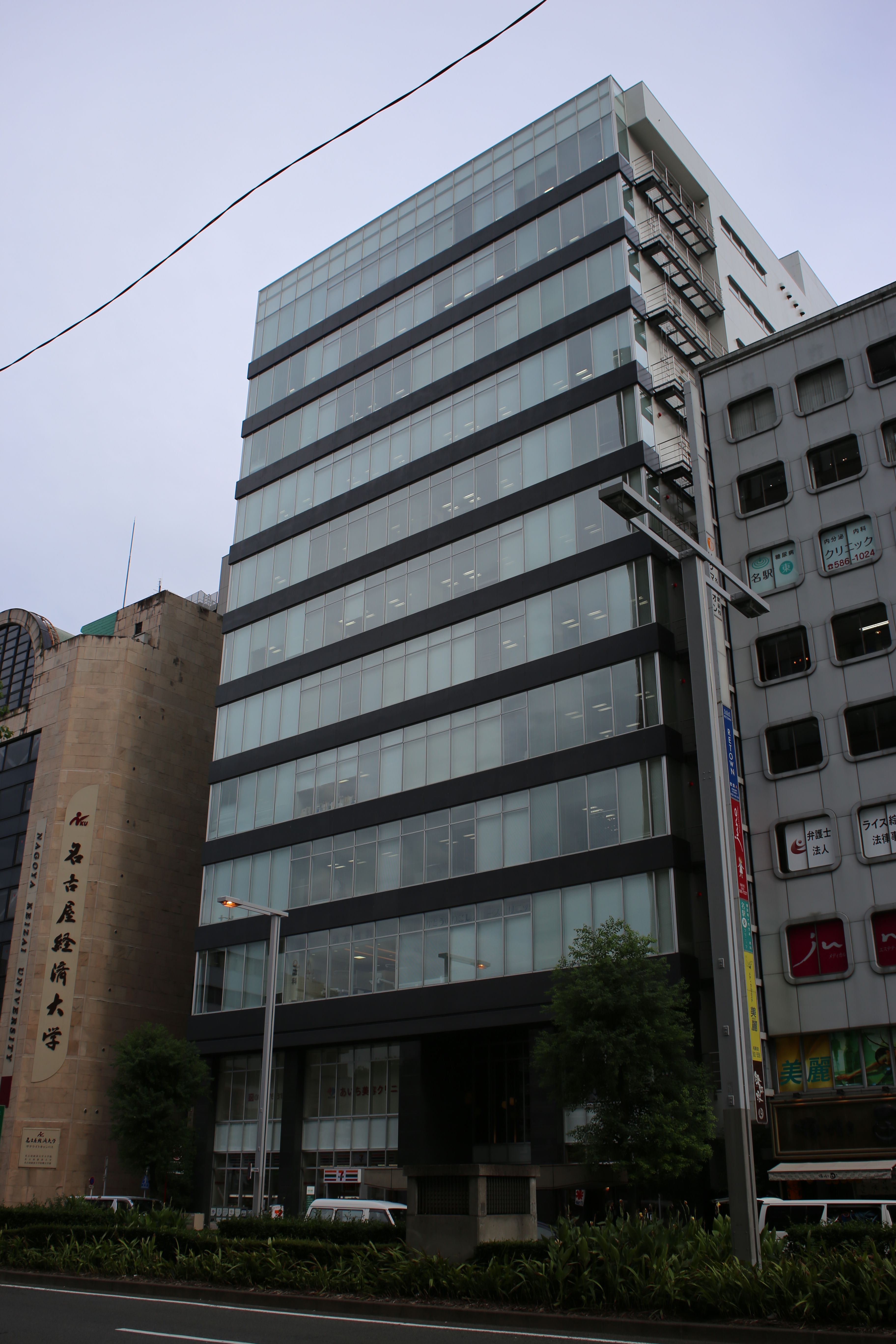
本社が入居していたメイフィス名駅ビル（2015年（平成27年）8月）

名鉄イン株式会社（めいてつイン、英: MEITETSU INN）は、愛知県名古屋市中村区に本社を置き、ビジネスホテルチェーンを運営する企業。名鉄ホテルホールディングスの100%子会社で、名鉄グループに属する。

## 概要
名鉄不動産の新規事業として開発されたため、同じ名鉄グループの名鉄グランドホテルや名鉄犬山ホテルなどを中核とする名鉄ホテルグループとは一線を画す。名古屋鉄道の子会社ではなく名鉄不動産の子会社であったことから、ホテルの格や運営方法などは独自の特徴を持つ。
いわゆる宿泊特化型のホテルで、比較的リーズナブルな料金で、必要最低限にして充分なサービスを提供しているのが特徴である。名鉄グループである特性を最大限に活かし、駅直結や駅至近に店舗を構える良好な立地条件が特色の一つでもある。
電子マネー決済に関しては、2004年（平成16年）12月にEdyを導入したのに続き、2008年（平成20年）4月からは京浜急行電鉄と提携したことで、全店でPASMO・Suicaでの決済を開始。東海地方のホテルにおけるPASMO電子マネー加盟店の第一号となった。さらに2011年（平成23年）2月からはmanacaでの決済にも対応した。
2010年（平成22年）7月20日、当時の親会社であった名鉄不動産の本社移転に伴い、本社をメイフィス名駅ビル10階に移転した。のちに本社を名鉄バスターミナルビル10階（名鉄バスセンター内）へ再移転している。

## ホテルブランド
「名鉄イン」ブランドで名古屋市を中心に愛知県内に展開してきたが、大阪府と東京都へも進出している。また2018年からは新ブランド「ホテルミュッセ」を立ち上げ、東京都と京都府で展開している。
各ホテルの詳細は、会社公式サイト「名鉄インホテルグループ一覧」を参照。

### 名鉄イン
名古屋市

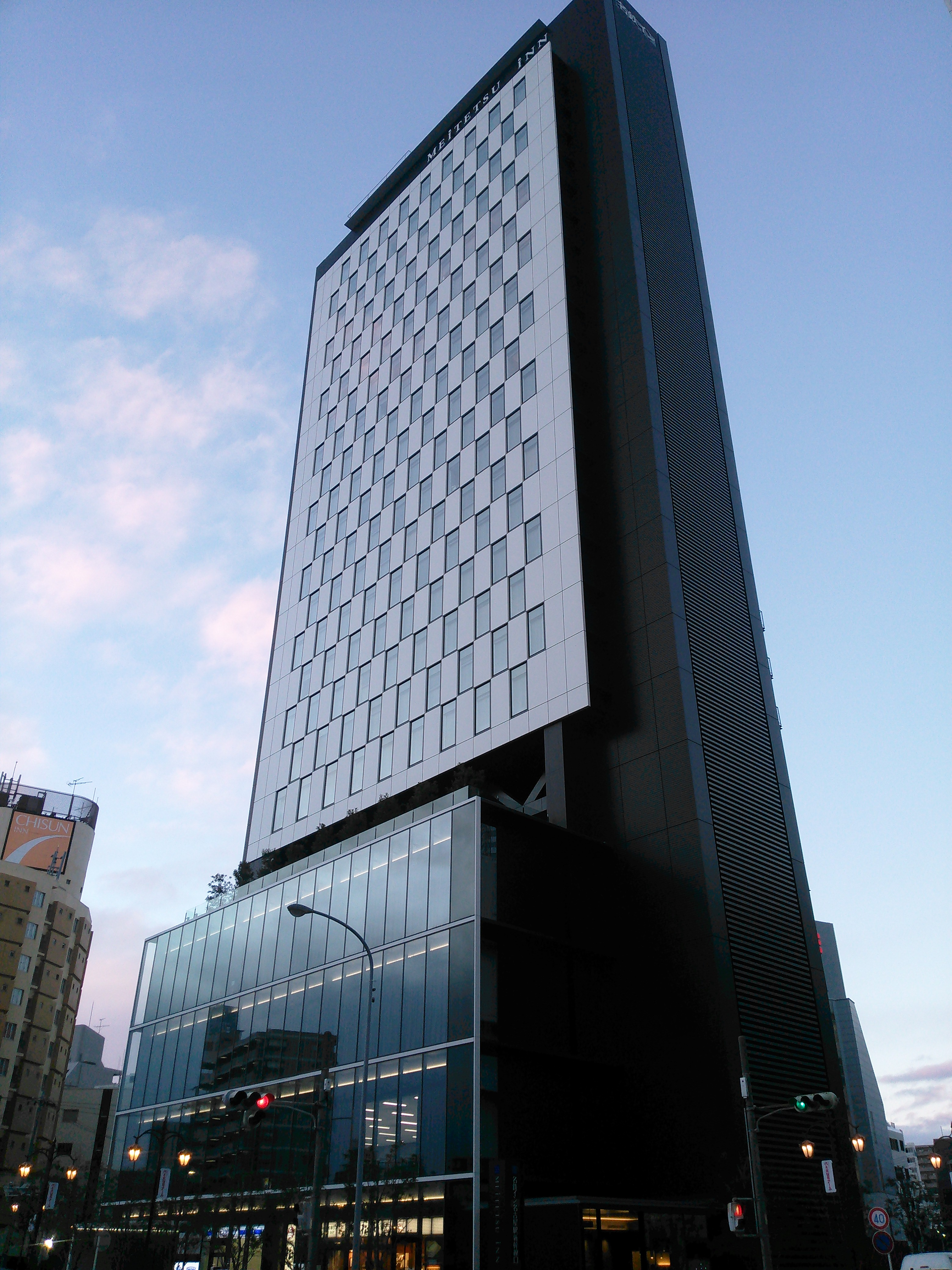
名鉄イン名古屋駅新幹線口が入居するベルヴュオフィス名古屋

- 名鉄イン名古屋駅新幹線口 - 名古屋市中村区則武一丁目6番3号[2]。ベルヴュオフィス名古屋#名鉄イン名古屋駅新幹線口を参照。
- 名鉄イン名古屋駅前 - 名古屋市西区名駅二丁目21番12号[2]
- 名鉄イン名古屋桜通 - 名古屋市中村区名駅三丁目17番21号[2]
- 名鉄イン名古屋錦 - 名古屋市中区錦三丁目3番22号[2]
- 名鉄イン名古屋金山 - 名古屋市中区金山一丁目11番7号[2]
- 名鉄イン名古屋金山アネックス - 名古屋市中区金山一丁目11番13号（名鉄イン名古屋金山に隣接）[2]

愛知県その他
- 名鉄イン刈谷 - 愛知県刈谷市若松町一丁目72番[2]
- 名鉄イン知多半田駅前 - 愛知県半田市更生町一丁目120番地の2[2]

大阪府
- 名鉄イン新大阪駅東口 - 大阪府大阪市東淀川区東中島一丁目21番5号（関西エリア初出店）[2]

東京都
- 名鉄イン浜松町 - 東京都港区浜松町一丁目19番14号（首都圏エリア初出店）[2]

### ホテルミュッセ
- ホテルミュッセ銀座名鉄 - 東京都中央区銀座七丁目12番9号[3]
  - 2018年（平成30年）3月、新ブランド「ホテルミュッセ」1号店として開業。
- ホテルミュッセ京都四条河原町名鉄 - 京都府京都府京都市中京区奈良屋町301-1[4]
  - 2020年（令和2年）10月、「ホテルミュッセ」の2号店として京都・四条河原町に開業。

## Rail Innネットワーク
かつては日本全国各地の私鉄系宿泊特化型ホテルチェーンとの連携も図っており、2008年（平成20年）10月1日から、京急EXインおよび西鉄インと、広範囲の業務提携を開始してネットワークの拡大を図った。翌2009年（平成21年）8月1日からは静岡鉄道系列の静鉄ホテルプレジオが加わることになり、同ネットワークは「Rail Innネットワーク」と名付けられた。さらに翌2010年（平成22年）12月1日からは、富山地方鉄道の子会社である富山地鉄ホテルも「Rail Innネットワーク」に参加し、5社提携に発展した。
しかし当初の予測ほどには業務提携による相乗効果が上がらなかったことから、2016年（平成28年）3月31日をもって「Rail Innネットワーク」を解散し、同日をもって連携ポイントサービスも終了された。

## 耐震偽造問題の余波
2005年（平成17年）に発覚した構造計算書偽造問題のあおりを受け、名鉄イン刈谷の建物の安全性が確保できないとされ営業休止、建物の解体処分に追い込まれた。解体後に新たなホテルを建設し、2007年（平成19年）11月29日に営業を再開した。